# Tryin' to Get the Feeling
Tryin' to Get the Feeling è il terzo album del cantautore statunitense Barry Manilow, pubblicato dall'etichetta discografica Arista il 1º ottobre 1975.
L'album è prodotto dallo stesso interprete insieme a Ron Dante, e sempre Manilow firma la musica di 6 degli 11 brani.
Dal disco vengono tratti i singoli I Write the Songs e Tryin' to Get the Feeling Again.

## Tracce

### Lato A
1. New York City Rhythm
2. Tryin' to Get the Feeling Again
3. Why Don't We Live Together
4. Bandstand Boogie
5. You're Leaving Too Soon
6. She's a Star

### Lato B
1. I Write the Songs
2. As Sure as I'm Standin' Here
3. A Nice Boy Like Me
4. Lay Me Down
5. Beautiful Music